# Sam Oldham
Sam Joshua Oldham (Keyworth, 17 de fevereiro de 1993) é um ginasta artístico inglês que representa a Grã-Bretanha. Ele fez parte da equipe masculina britânica nos Jogos Olímpicos de Verão de 2012, que ganhou o bronze na competição por equipes. Ele também é tricampeão europeu júnior e conquistou a medalha de ouro em barra individual nos Jogos Olímpicos de Verão de 2010 em Singapura.

## Vida pessoal
Sam Oldham nasceu em 17 de fevereiro de 1993 filho de Bob e Dawn Oldham. Oldham vive atualmente em Keyworth, Nottinghamshire, Inglaterra com seus pais e três irmãos.
A primeira escola de Sam foi a Escola Primária Crossdale Drive, em Keyworth. Oldham então frequentou a Rushcliffe School em West Bridgford antes de deixar a instituição aos 14 anos para ser ensinado em casa para que ele pudesse se concentrar no treinamento.
Oldham começou na ginástica aos sete anos de idade por recomendação de seu professor, mas também foi um talentoso jogador de futebol. Oldham jogou no Notts County F.C. Centro de Excelência como um atacante até que o clube fechou. Apesar de receber ofertas da Nottingham Forest F.C. e Derby County F.C., Oldham optou por se concentrar na ginástica. O pai e o avô de Oldham eram ambos jogadores de futebol, e seu irmão mais novo atualmente joga na seleção juvenil de Nottingham Forest.
Oldham é um fã do Manchester United F.C. e considera Vitaly Scherbo o ginasta que ele mais gostaria de competir, pois o desempenho deste último ganhou seis medalhas de ouro nos Jogos Olímpicos de Verão de 1992.

## Carreira

### Carreira júnior
Oldham deixou a Rushcliffe School e mudou-se para Huntingdon aos 14 anos para treinar com os ginastas de 2008, onde se alojou com a família da também ginasta Cameron MacKenzie. Seus outros parceiros de treinamento incluíram o eventual medalhista de bronze do cavalo com alças, Louis Smith. Mais tarde, Smith agradeceu a Oldham por ser seu parceiro de treinamento até Pequim.
No Campeonato Europeu de Ginástica em Lausanne, na Suíça, em 2008, onde ele era o mais jovem membro da equipe britânica, Oldham quebrou o pulso durante sua rotina no chão. No entanto, ele conseguiu completar sua rotina com uma mão e ajudou a equipe britânica para o ouro no evento de equipe júnior. No final de 2008, uma empresa sediada em Castle Donington concordou em patrocinar a Oldham até os Jogos Olímpicos de Verão de 2012.
Oldham foi nomeado para a equipe britânica para o Festival Olímpico Australiano da Juventude, onde ele ganhou o ouro da equipe. Mais tarde naquele ano, ele foi selecionado para participar da delegação britânica do Festival Olímpico da Juventude Européia em Tampere, na Finlândia, onde ganhou dois ouros nos eventos de cavalo com alças e barras paralelas. Oldham foi eleito Personalidade do Ano Júnior da BBC East Midlands em 2009 por suas atuações em Tampere e por conseguir todas as sete medalhas de ouro disponíveis nos campeonatos nacionais ingleses.
No Campeonato Europeu de Ginástica de 2010, em Birmingham, Inglaterra, Oldham conquistou três medalhas de ouro, tornando-se campeão europeu júnior na equipe, na barra fixa, e no solo. Ao vencer o individual, Oldham garantiu a qualificação para representar a Grã-Bretanha nos Jogos Olímpicos da Juventude de 2010 em Cingapura.
Em Cingapura, o Oldham se classificou em segundo lugar para a competição geral e chegou à final em outros quatro eventos - o solo, o cavalo com alças, barras paralelas e barra fixa.
Oldham estava na posição de medalha de prata na final em toda a volta, quando sofreu uma queda da barra fixa, seu aparato final, terminando assim em quinto. No entanto, ele se recuperou do revés para ganhar prata no evento cavalo com alças, perdendo ouro em 0,25 pontos. Oldham subsequentemente seguiu isso ganhando ouro no evento da barra fixa, no mesmo aparelho em que ele havia sofrido sua queda durante a competição geral. Apesar de ter ficado em primeiro lugar entre os oito finalistas, a pontuação de Oldham de 14.375 pontos se manteve ao longo e foi suficiente para o ouro.
Após os jogos, o técnico da Oldham, Paul Hall, descreveu Oldham como tendo a chance de fazer parte da equipe britânica para os Jogos Olímpicos de Verão de 2012 em Londres, Enquanto Smith chamou Oldham de um "incrível talento" e o treinador britânico de ginástica Andre Popov previu que Oldham será "absolutamente" campeão olímpico.
Oldham considerou tentar para a equipe dos Jogos da Commonwealth de 2010. No entanto, de acordo com Oldham, este plano foi arquivado quando ele foi selecionado para a equipe sênior britânica para o Campeonato Mundial de Ginástica Artística de 2010.
Por suas atuações em 2010, Oldham foi indicado para o Prêmio de Personalidade do Ano da BBC Young Sports, e para o Junior Sportsperson of the Year Award no Nottinghamshire Sports Awards, o último do qual ele ganhou.

### Carreira sênior
Oldham foi nomeado como ginasta reserva da Grã-Bretanha para participar no campeonato mundial sênior de 2010, em Roterdão. Ele era o membro mais jovem da equipe masculina britânica. A equipe britânica se classificou para a final e terminou em sétimo na equipe, embora a Oldham não tenha participado da competição. Em 2011, Oldham foi incluído junto com Samuel Hunter, Daniel Purvis, Theo Seager, Louis Smith e Kristian Thomas na equipe britânica viajando para Berlim, Alemanha, para o Campeonato Europeu de Ginástica Artística masculina de 6 a 10 de abril, novamente como o membro mais jovem. da delegação representando a Grã-Bretanha. O Oldham qualificou-se como o segundo reserva para a final das barras paralelas e em quarto lugar para a final na barra fixa. Ele chegou em quarto na final da barra fixa, que foi sua primeira grande final sênior.
Oldham deveria ter feito parte da equipe britânica na eliminatória olímpica da London Prepares, em janeiro de 2012, mas perdeu depois de quebrar a clavícula antes do Campeonato Mundial de Ginástica Artística de 2011, em outubro de 2011, e se machucou ainda mais durante a competição. Sem Oldham, a equipe britânica garantiu a qualificação para os eventos de ginástica nos Jogos Olímpicos de Verão de 2012.
Apesar do prejuízo sofrido, Oldham terminou o primeiro ano de sua carreira sênior ao vencer a prata nos campeonatos nacionais britânicos, o que dobrou como o julgamento final da seleção para os Jogos Olímpicos. Oldham atribuiu seu desempenho, que ele disse ser "melhor do que eu poderia esperar" e foi bom o suficiente para vê-lo chamado para a equipe britânica para as Olimpíadas substituindo Daniel Keatings, para os testes, sendo a última chance de impressionar os selecionadores olímpicos após a dispensa de lesão.
Aos 19 anos, Oldham era o membro mais jovem a ser nomeado para a equipe britânica de ginástica nos Jogos Olímpicos de Verão de 2012, que ganhou uma medalha de bronze na final da equipe masculina na North Greenwich Arena em 30 de julho.
De 19 a 25 de maio de 2014, no Campeonato Europeu de 2014 em Sófia. Oldham, juntamente com seus companheiros de equipe (Daniel Keatings, Daniel Purvis, Max Whitlock e Kristian Thomas), ganhou para a equipe Great Britain, a medalha de prata por trás da Rússia, com uma pontuação total de 262.087 pontos. Nas finais do evento, Oldham conquistou a medalha de prata em alta barra (14.866) atrás do campeão olímpico de 2012, Epke Zonderland. Oldham sofreu de lesão no ligamento do tornozelo nos Jogos da Commonwealth em julho de 2014, mas voltou à competição nove meses depois. Apesar de ter ficado em terceiro lugar no geral e ter vencido o exercício no julgamento final das Olimpíadas, ele não foi convocado para os Jogos Olímpicos de 2016 no Rio de Janeiro.